# 布蘭德 (密蘇里州)
布蘭德（英語：Bland）是位於美國密蘇里州加斯科內德縣及歐塞奇縣的城市。

## 人口
根據2020年美國人口普查的數據，布蘭德的面積為1.67平方千米，皆為陸地。當地共有人口506人，而人口密度為每平方千米303人。